# Karäische Synagoge (Hasköy, Istanbul)

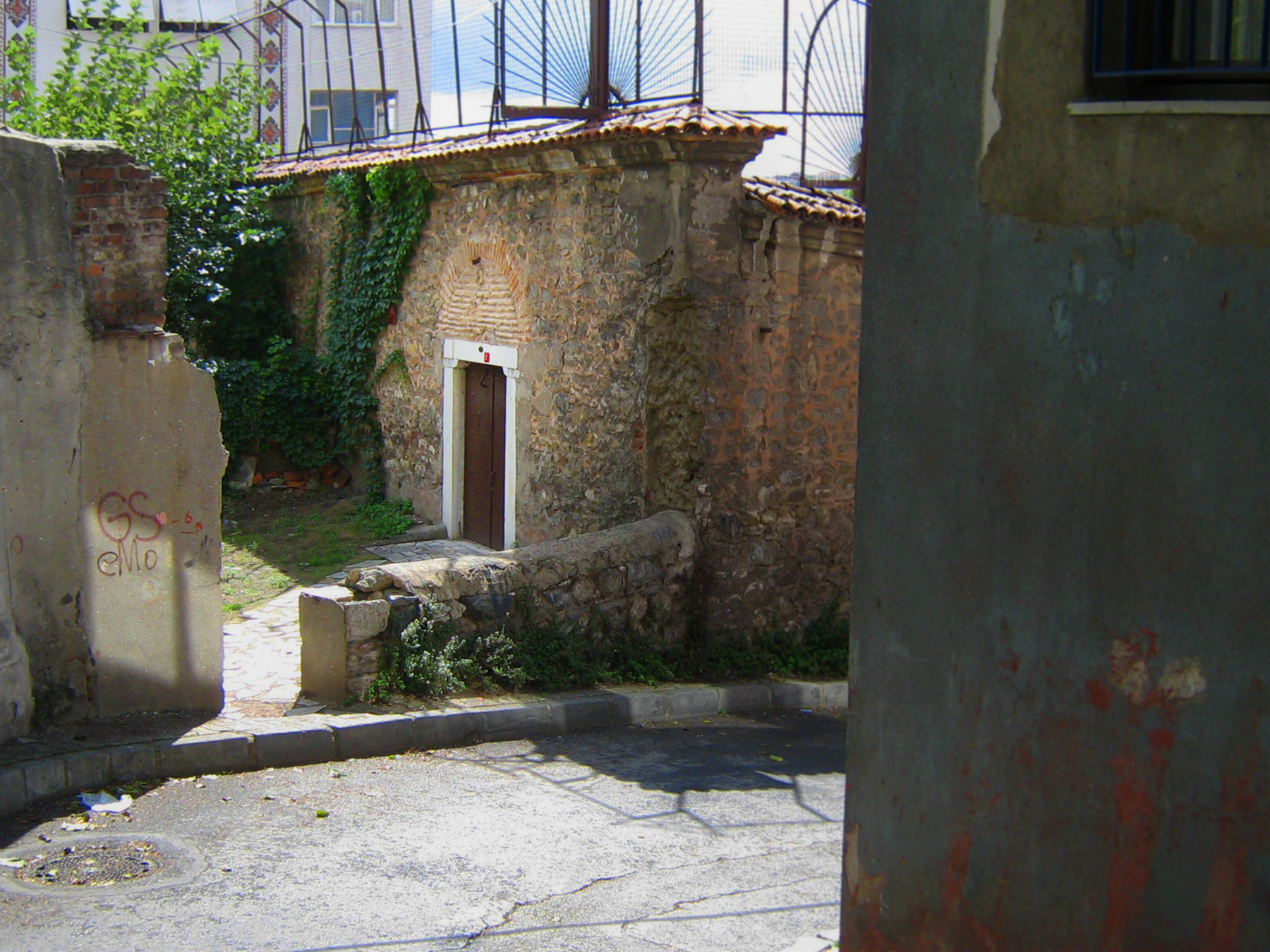
Karäische Synagogue, Hasköy, Istanbul

Die Karäische Synagoge (türkisch Karaim Sinagogu, Karay Sinagogu, auch Kol Kadosh Kushta) ist eine Kenessa, eine Synagoge der Karäer, im Stadtbezirk Hasköy von Beyoğlu in Istanbul. Das Gebäude stand im 16. Jahrhundert in Ruinen, wurde jedoch im Jahre 1536 restauriert. Im Jahre 1729 brannte die Synagoge ab und musste wiederaufgebaut werden. 1774 brannte das Gebäude erneut ab und wurde erst zwischen 1776 und 1780 wiedererrichtet. Nachdem das Gebäude 1842 renoviert wurde, stand es zuletzt 1918 in Flammen.
Sie wird von den jüdischen Karäern genutzt, die früher teilweise auch noch die Jevanische Sprache sprachen. Die Karäische Synagoge ist nur noch an einigen Feiertagen sowie besonderen Anlässen geöffnet. Die Gemeinde ist auf wenige Mitglieder geschrumpft. Die Kenessa wird kaum noch verwendet. Die letzte Hochzeitsfeier fand hier 1999 statt.
Die zugehörige Stiftung heißt Hasköy Türk Karaim Musevi Sinagogu Vakfı.